# Stiborici Stibor
Stiborici Stibor (1347 – 1414) lengyel nemesi családban született. 1388–tól pozsonyi, majd 1394-től trencséni , később nyitrai, szolnoki, aradi  és borsodi ispán (comes) is, 1395–1401; 1409–1414 erdélyi vajda, a Sárkány Lovagrend tagja – Zsigmond rendíthetetlen híve.
A korabeli iratokban Styborio / Stiborio,  Styborius / Stiborius,  Stiborij,
Stiborien  -ként szerepel.

## Származása, rokonai
Valószínűleg 1347-ben,  a lengyel Ostoja  nemhez tartozó családban született, nevét a Krakkó közeli Ściborzyce helységről kapta.
Két bátyja Miklós (Nikolaus) és Endre (Bichno) magyarországi tartózkodásáról is ismert.
Miklós 1397-ben Zsigmondtól Kazza várát kapja adományul, majd valószínűleg testvérével együtt visszatért Lengyelországba ahol magas tisztségeket viselt.
Mostohaapjuk Moszticz, aki az oklevelekben mint kujáviai és gniewkowoi nádor – vajda – ( Palatinus Cujaviensis,  Palatinus Gnewkoviensis ) vagy mint poznańi  várnagy ( Castellanus Posnaniensis ) szerepel.

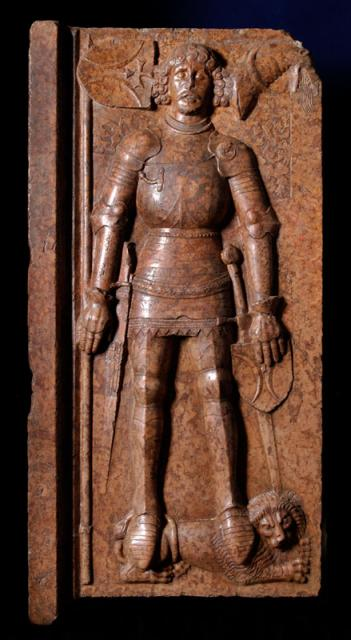
ifjabb Stiborici Stibor sírköve

Stibor vajda felesége Dobrochna, előkelő lengyel nemes leánya.
Fia, ifjabb Stiborici Stibor, 1422 –ben és 1423-ban nyitrai ispánként, 1428-ban máramarosi ispánként és a Vág-vidék kapitányaként említett. Részt vett a husziták elleni háborúban is, 1434-ben halt meg - sírköve a kor épen fennmaradt értékes hazai emléke.
Leánya Jachma  (Banissa) – ifjabb Stiborici Stibor végrendeletéből ismert. A bán feleségeként említett Jachma  Újlaki László macsói bán felesége volt, fiaik közül Miklós később bosnyák király lett. Lengyel forrásokból Stibornak egy másik lánya Rachna is ismert, aki Lengyelországba ment férjhez.
Fiának felesége Szécsényi Frank országbíró leánya Dorottya lett - ebből a házasságból született a vajda Katalin nevű unokája. Stiborici Katalint Alsólindvai Bánffy Pál vette feleségül, fiuknak és lányaiknak családjai apjuk új adományaként lettek a Stibor-birtokok egy részének későbbi örökösei.
Testvérének Miklósnak fia,  Nicolayko ifjabb Stiborici Stibor halálát követően  örökösként próbált fellépni.
Rokona - valószínűleg másik testvérének fia - volt Stiborici Stibor egri püspök is, aki 1410 és 1420 között töltötte be a főpapi tisztséget.

## Élete, pályafutása
Valószínűleg I. Lajos uralkodásának utolsó évtizedében, a lengyel - magyar perszonálunió idején  került Magyarországra. Az ezen időszakot érintő hazai forrásokban még nincs nyoma, de lengyel tudósítások szerint részt vett a  bolgár és velencei hadjáratokban és vitézségével már ekkor hírnevet szerzett.
Nagy Lajos halálát követően 1383-ban Erzsébet királyné  már Kujávia és Lanczicz kormányzásával ( más lengyel forrás szerint Kujávia kapitánya ) bízta meg, Ziemovit mazóviai és kujáviai herceggel - mint lengyel trónkövetelővel - szemben. Stibor kapcsolata Luxemburgi Zsigmonddal ettől az időszaktól vehető, aki ez időben menyasszonya - Mária - és egyben saját trónigényének biztosítására küldött tizenkétezer fős magyar sereget vezette.
A lengyel rendek nyomására Lengyelország trónjára, végül is Nagy Lajos fiatalabb lánya Hedvig került, akit 1384. október 15-én Krakkóban koronáztak meg.
A Durazzói Károly ellen 1386 elején elkövetett merénylet folyományaként, a délvidéken július 25-én fogságra vetett anyakirályné és királynő kiszabadítására tett 1387 évi kísérlet során, maga Stibor is fogságba esett. Egy 1386. szeptember 15-én kiadott oklevélben - Zsigmond megkoronázása előtt - mint Zsigmond udvarmestere, relátorként szerepel.
Mária királynő, a Palisnai János vránai perjel által feladott Novigrad (Zára) várából 1387. június 4-én - velencei segédlettel - szabadult, valószínűleg ekkor Stibor fogsága is véget ért.
Szabadulása után pályája erősen emelkedik, elsőként az orosz vajdaságot kapta – ezen megbízása Halicsnak és Lodomériának  a Lengyel királyság általi bekebelezésével még ez évben megszűnt. 
1388-ban megkapta a pozsonyi ispánságot is, Beckó várát  és 14 községet  Pozsony és Nyitra megyékben - a pozsonyi ispáni címmel a magyarországi bárók sorába is bekerült.
1389-ben Ugróc várát kapta adományul. Ez év január 15-én kiadott oklevélben Stibor és testvérei hűségesküt tesznek Zsigmondnak és tiszteletüket fejezik ki a királyság főpapjainak, báróinak valamint nemességének mivel azok a soraik közé fogadták őket. Az adománylevelek nem csupán Stiborra vonatkoznak, amennyiben örökös nélkül halna meg a birtokokra fivérei válnak jogosultakká.
1392-ben, a szerbiai és a török elleni hadjáratokban tanúsított érdemeiért Holics és Csejte várakat kapta adományul. Az adományozott várbirtokok elhelyezkedése alapján bizonyosnak tűnik, hogy a királyság északnyugati területeit Zsigmond - a számára kritikusnak tekinthető ezen időszakban - a megbízhatónak tartott Stibor és fivérei felügyelete alá igyekezett rendelni. A királyság északnyugati kapujának biztosítása mellett, ezen döntésének köszönhető az 1403 évi események számára kedvező kimenetele is, mikor az országos szintre emelkedett lázadást erről a területről kiindulva sikerült letörnie. Valószínű, hogy a trencséni ispánságot 1392-ben már a Stibor testvérek igazgatták – Lackfi István nádor letételével többek között Trencsén megye is új kezekbe került – Stibor birtokrendszerének kiépítése erős lendületet vesz.
1393-ban Stibor elzálogosítás folytán Szucsa várát szerezte meg. 1394. május 22-én Budán adományként megkapta Jókő , Detrekő , Korlátkő , Éleskő és Berencs várbirtokokat, melyek ezt megelőzően a morva őrgrófok kezén voltak zálogban. 1394-től már a trencséni ispán címet használja.
1395-ben már erdélyi vajda is, mint trencséni, nyitrai, pozsonyi, szolnoki és aradi ispán kilenc saját várral rendelkezik, ezeket a zálogjogon bírt és a honorként kapott jelentős számú további várbirtokok egészítik ki. Ebben az évben Magyarországra látogató mantovai követ Kanizsai János mellett, a királyság egyik legbefolyásosabb urának Stibor vajdát említi. Az adományok sorozata a királyság belső egyensúlyát szem előtt tartó bárók körében ellenérzéseket szült – ekkor kezd kialakulni az indigena-főurak visszaszorítására irányuló törekvés.
1396-ban elzálogosítás folytán Oroszlánkő várát is megszerzi. Ez évre Zsigmond az Oszmán Birodalom észak-balkáni előretörésének visszaszorítására nagyszabású nemzetközi keresztes hadjáratot szervezett, a hadjáratban Stibor vajda is részt vett –  Nikápoly várának ostrománál egy kihajított kőtől súlyos sebet kapott. Stibor vajda az erdélyi hadakkal a nemzetközi főerőtől eltérő útvonalon, a Havasalföldön keresztül vonult Nikápoly alá. Útközben megütközött és legyőzte a magyar hűbéres Mircea vajda, török hűbéres ellenlábasát Vlad havasalföldi vajdát – akinek eltávolításával 1395-ben Losonczi István még kudarcot vallott, sőt a Kis-Nikápoly alóli győztes visszavonulása közben maga a király is nehéz helyzetbe került. A Nagy-Nikápolynál elszenvedett súlyos vereség után a velencei hajókon Konstantinápoly felé menekülő Zsigmond, távolléte idejére - többek között - a Havasalföldön keresztül visszavonuló Stibor vajdát bízta meg az ország dolgainak igazgatásával. A visszavonulás során Stibor, Vlad vajda menedékhelyét megostromolva a vajdát családjával együtt elfogta és Zsigmond hűségére térítette.
Zsigmond csak 1397 elején tért vissza az országba, a rossz emlékű kőrösi  gyűlést – Lackfiak legyilkolása – követően az októberben megtartatott temesvári országgyűlésen, a megnyirbált nemesi szabadságjogok fejében tett látszatengedmény - idegenek eltávolítására vonatkozó cikkely - alól Stibor vajda, Eberhard zágrábi és Maternust erdélyi püspök személyében kivételekre került sor. Zsigmond a vajdát minden birtokában még Temesváron megerősítette, ez évben rokonai is jelentős adományokban részesültek.
A török probléma megoldása helyett Zsigmond a Luxemburg-ház ügyeit helyezte előtérbe, a morva őrgróffal folytatott harcai 1399 végétől Morvaországban folytak. Itt 1400 novemberében Ostrow várának ostrománál Stibor vajda is jelen volt - Ostrow vára Stibor morvaországi birtokai között is szerepel. 
A király távollétében a válság elmélyült, a több mint egyévi távollét után hazatérő királyt 1401 április 28-án az országnagyok a budai várban letartóztatták, a kormányzást a bárókból és főpapokból álló tanács vette át. Zsigmond fogságba esése idején Stibor vajda a briegi fejedelem udvarában tartózkodott, feladata a király menyasszonyának – Margit briegi hercegnőnek, akit Zsigmond 1396 tavaszán jegyzett el – Magyarországra kísérése lett volna. A küldetéséből visszatérő Stibor a király rendíthetetlen híveként fegyveresen lép fel, visszafoglalja a lázadók kezére került Nyitra, Szkacsány és Surány várakat.
Augusztus második felében a hívei közbenjárására kiszabadult Zsigmond az erdélyi vajdaságot kénytelen volt másnak adni, de birtokait Stibor kivétel nélkül továbbra is megtarthatta.
1402-ben már újabb jelentős diplomáciai küldetésben Lengyelországgal és a Német Lovagrenddel tárgyal, a Brandenburgi őrgrófság egyik területének Neumarknak  eladásáról. A Német Lovagrenddel 1402. június 25-én kötötte meg az üzletet, hatvanháromezer magyar forint összegben.
Az 1402. szeptember 17-én kiadott oklevélen, amely a  pozsonyi országgyűlésen kötött - Zsigmond és IV. Albert osztrák herceg közötti, később általános felháborodást keltett - örökösödési szerződésre vonatkozik, a 112 aláíró között Stibor aláírása a tizenötödik helyen szerepel.
A pozsonyi országgyűlés után Zsigmond új szövetségese támogatásával a Cseh Királyság ellen indult, az év utolsó napjaiban a Váradon gyűlésező elégedetlen zászlósurak Zsigmond letételéről és trón Nápolyi Lászlónak történő felajánlásáról döntöttek. A Kanizsai János esztergomi érsek és Bebek Detre  volt nádor által vezetett szervezkedés rövid idő alatt az egész országra kiterjedt, Zsigmond oldalán csak az új arisztokráciájának hűséges  képviselői - Garaiak, Stibor, Cillei Hermann, Eberhard zágrábi püspök, Maróti János, a Pálóciak és Perényiek -  maradtak.
A Stibor és Garai János által - még a király és nádor távolléte alatt - biztosított északnyugati országrészből indított ellentámadás Zsigmond számára lényegi fordulatot eredményezett. Zsigmond csak a nádor – Garai Miklós – személyes megkeresésére indult vissza, híveinek csapataival 1403. július 24-én Pozsony mellett egyesült, majd seregét három részre osztva indította meg a támadást Nápolyi László párthívei ellen.
A főerőt vezető Stibor az ellenpárt kezén lévő Győr alá vonult, itt Garai Miklós csapataival egyesülve a várost szárazon és vízen ostrom alá fogta. Győr bevétele után a Rába  mentén délnek tartva Nápolyi László  Sebes mellett táborozó olasz és magyar főerejének megtámadására indult. A támadás hírére a Rába keleti oldalára sietve átvont olasz - magyar hadat,  Pápoc ( oppidum Papoch ) mellett elsöprő erővel rohanta le, az ütközet során az ellenkirály seregének felszerelése is nagyrészt zsákmányul esett. Zsigmond a csatában tanúsított   bátorságáért és merészségéért - az 1406 évi privilégiumában - Stibort oroszlánként méltatta.
Stibor a győztes csatát követően Fehérvár érintésével Budára vonult – ahol letörte a Makrai Benedek által vezetett szervezkedést. Innen Zsigmond megsegítésére Esztergom  alá vitte csapatait, többheti ostrom után az érseki székhely is kaput nyitott.  
Angelo Acciajuoli bíboros szeptember 1-jén Zárában kibocsátott idézési parancsa - az esztergomi érsekség javain elkövetett pusztítások ügyében – többek között, név szerint Stiborra is vonatkozik, egy másik oklevélből beazonosíthatóan szeptember 7-én még Esztergom alatt tartózkodott.
A felkelés leverését követően Zsigmond a hűtlen püspököket elmozdította, stallumukat nem töltötte be, helyükre világi helytartókat nevezett ki. Stibor az esztergomi érsekség és az egri püspökség gubernátora lett – ez a tisztsége még 1405-ben is fennállott.
Ekkor már a Vág folyó urának címezte magát, ezen időszakban Zsigmond megbízásából főként diplomáciai feladatokat látott el. Több esetben is részt vett a Német Lovagrend és Lengyelország között kialakult viszály rendezésére irányuló tárgyalásokban.
1408. december 12-én Zsigmond megalapította a „Sárkányrend” -et, melynek 24 alapító tagja között Stibort is ott találjuk. 1409-ben visszakapja az erdélyi vajdaságot, melyet ezt követően a haláláig viselt. A Német Lovagrend és Lengyelország között kitört háborúban Zsigmond a lovagrend oldalára állt, 1410-ben szövetségesei megsegítésére küldött főként csehekből, morvákból és németekből álló mintegy tizenkétezer fős sereg vezetését Stiborra bízta. A dél felől Lengyelországra törő Stibor Szandeczig jutott, de onnan Bártfába kényszerült visszavonulni.
1411-ben Prágában tárgyalt Vencel királlyal a római királyi cím betöltéséről - sikerült  Vencelt Zsigmond oldalára állítania, akit szeptember 20-án a választófejedelmek egy része római királlyá  is választott - ugyanekkor megbékélést hozott létre a prágai érsek és Husz János között is. Még ez évben Ozorai Pipó mellett a velencei háborúban vett részt.
1412 elején a magyar és lengyel király találkozójának előkészítését végezte Újszandecben és ott volt a március közepén létrejött találkozón Szepesófaluban is – a  március 15-i békekötés aláírói között Stibor neve is szerepel.  Egy ez évi oklevél szerint ekkor erdélyi vajda, valamint szolnoki, borsodi, trencséni és nyitrai ispán is.
1413 tavaszán egy osztrák betörés megakadályozására és Dévény elfoglalására kap megbízást.

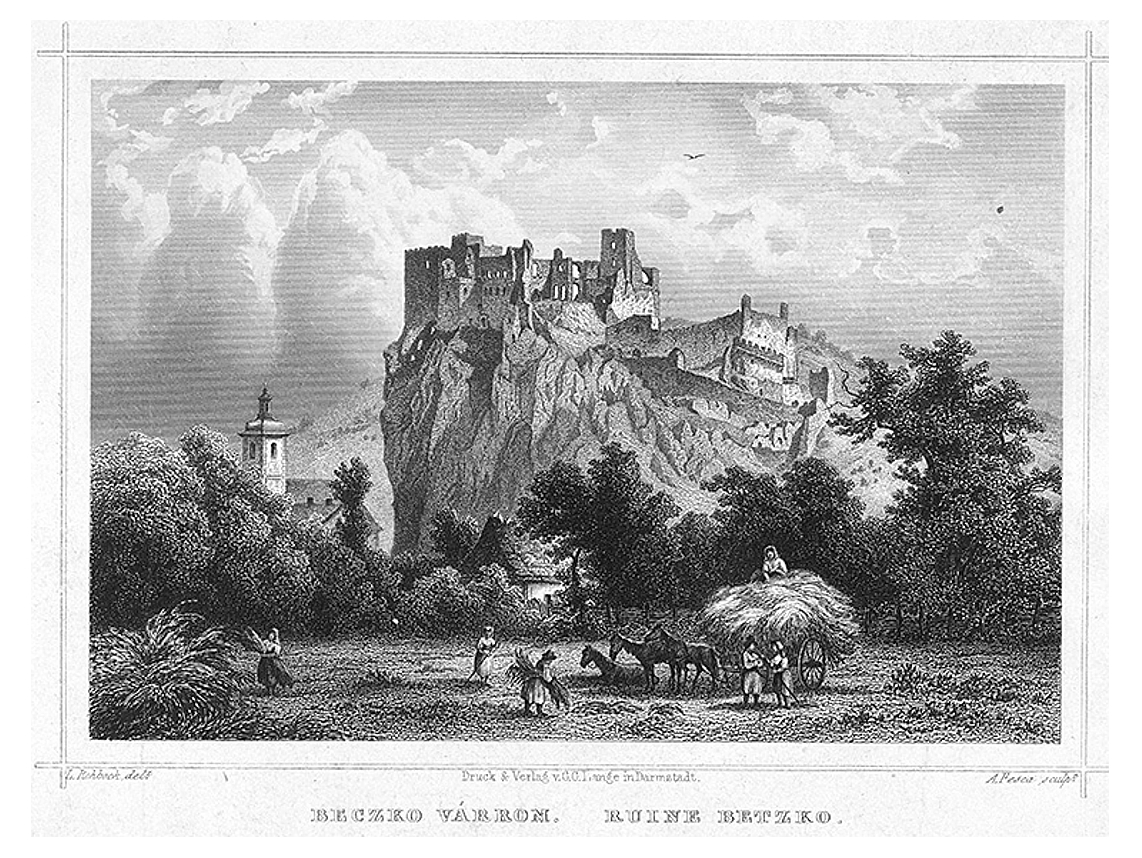
Beckó vára Rohboch XIX. századi metszetén

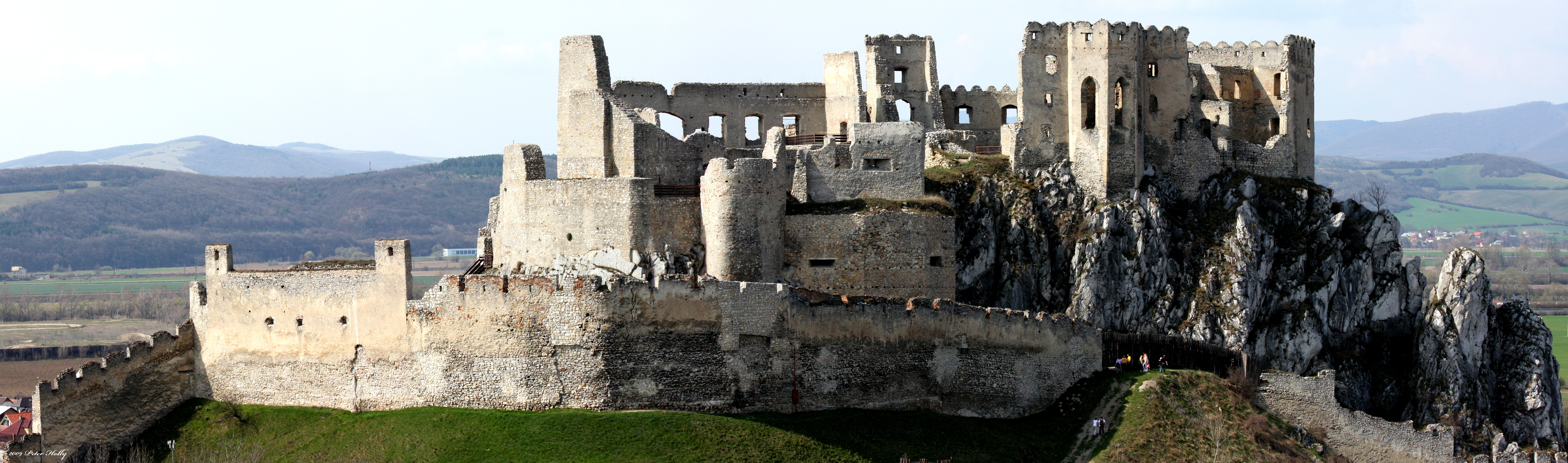
Beckó várának jelenkori romjai

Stibor az 1388-ban adományként kapott Beckó várát választotta székhelyéül és családja lakóhelyéül. Az Árpád-kori várat kora gótikus várrá építette át, nevéhez köthető a sziklaszirten álló impozáns háromszintes palotaépület és a várkápolna építése-átépítése. Beckónak 1411-ben városi szabadságjogot adott, Beckón és Szakolcán ispotályt is alapított.
Életének utolsó évében Vágújhelyen az Ágoston-rendi kanonokok számára prépostságot alapított, a prépostság fenntartására és működtetésére két falu jövedelmét rendelte.
A vajda 1414 közepén halhatott meg, töredékes – de beazonosított – sírkőmaradványai Székesfehérváron kerültek elő.
A népmondában fennmaradt torz képének – aki kegyetlenségeiért szörnyű halállal lakolt – nincs valós történeti alapja.
1818-ban Kisfaludy Károly írt Stibor vajda címmel - a nemesi és jobbágyi ellentétet bemutató - nemzeti drámát, a dráma jambusaiban megelevenedő történet a népmondákhoz hasonlóan, szintén csak a képzelet szülötte.

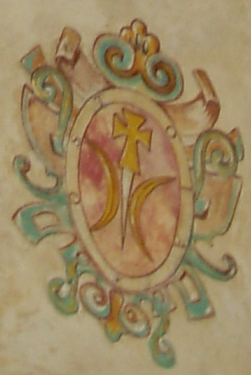

## Külső hivatkozások
- Stibor (1). In  A Pallas nagy lexikona. Szerk. Bokor József. Budapest: Arcanum – FolioNET. 1998.  ISBN 963 85923 2 X